# Zhangjiakou
Zhangjiakou (chinesisch 張家口市 / 张家口市, Pinyin Zhāngjiākǒu Shì) ist eine bezirksfreie Stadt in der chinesischen Provinz Hebei, etwa 100 Kilometer nordwestlich von Peking. Auf dem gesamten Stadtgebiet mit einer Fläche von 36.766 Quadratkilometern leben 4.118.908 Einwohner (Stand: Zensus 2020). In dem eigentlichen städtischen Siedlungsgebiet von Zhangjiakou leben 1,0 Millionen Menschen (Stand: Zensus 2010).

## Namen
| Mongolische Bezeichnung | Mongolische Bezeichnung      |
| ----------------------- | ---------------------------- |
| Mongolische Schrift:    | ᠬᠠᠭᠠᠯᠭᠠᠨ ᠴᠢᠭᠤᠯᠠᠯᠲᠤ ᠬᠠᠭᠠᠯᠭᠠ   |
| Transliteration:        | Qaɣalɣan, Čiɣulaltu Qaɣalɣa  |
| Kyrillische Schrift:    | Хаалган, Чуулалт Хаалга      |
| ISO-Transliteration:    | Haalgan, Čuulalt Haalga      |
| Transkription:          | Chaalgan, Tschuulalt Chaalga |
| Chinesische Bezeichnung |                              |
| Traditionell:           | 張家口                       |
| Vereinfacht:            | 张家口                       |
| Pinyin:                 | Zhāngjiākǒu                  |
| Wade-Giles:             | Chang-chia-k’ou              |

Der russische und teils auch im Deutschen benutzte Name „Kalgan“ (Калган) sowie der mongolische Name Chaalgan (Хаалган) lassen sich vom Wort kaalga(n) für „Tür“, „Passtor“ im späten Mittelmongolischen herleiten.

## Geografie

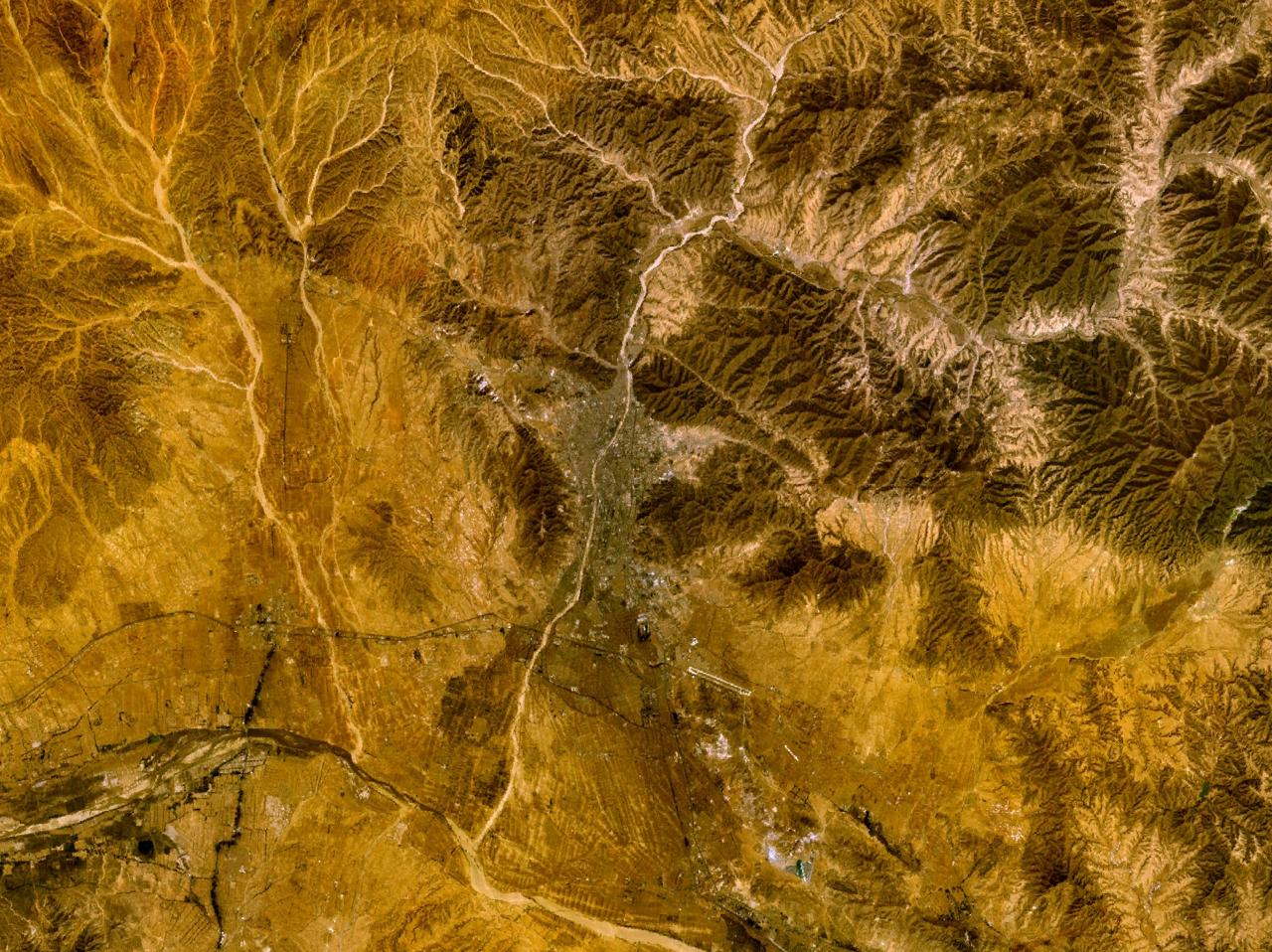
Satellitenbild

Zhangjiakou liegt im Nordwesten der Provinz Hebei, nordwestlich von Peking in einer Entfernung von 20 bis 100 Kilometer von der Hauptstadt. Die bezirksfreie Stadt liegt am Fluss Sanggan He an einer Stelle, an der die Gebirge Heng Shan, Taihangshan und Yanshan aufeinanderstoßen. Zhangjiakou ist im Norden von Hochebenen umgeben und hat Sommertemperaturen, die um die 23 °C liegen, was die Gegend zu einer Sommerfrische für die Bewohner der heißen Stadt Peking macht. Das urbane Zentrum (das eigentliche Stadtgebiet) liegt am Qingshui He, der über den Yang He in den Sanggan mündet.
Bei Zhangjiakou gibt es insgesamt sechs Korridore, durch die Sandstürme bis nach Peking wehen.

## Geschichte

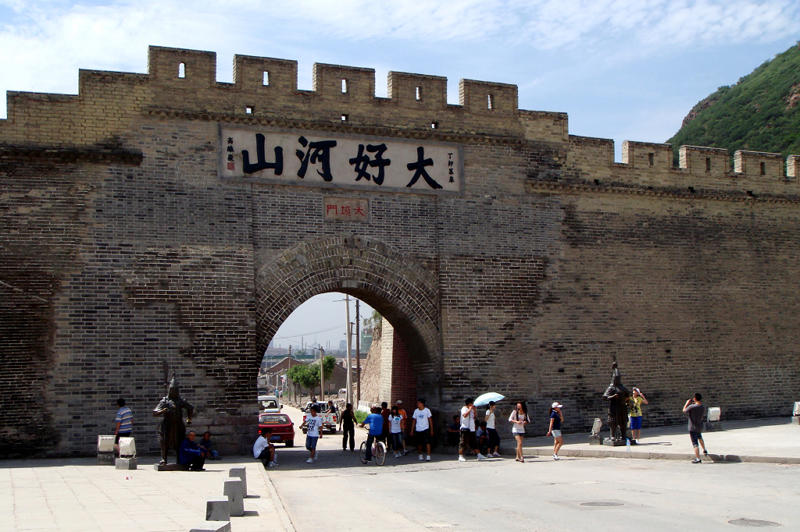
Dajingmen, das Tor durch die Große Mauer in Zhangjiakou

Zhangjiakou war in seiner Geschichte schon immer ein militärischer Vorposten der Hauptstadt, „Pekings Nordtor“. Hier führte ein wichtiger Verkehrsweg über den Pass Juyongguan in die Stadt Datong und die mongolische Steppe. Dies war auch der einzige Weg, auf dem die mongolischen Horden nach Peking vordringen konnten. Aus diesem Grund wurde während der Ming-Dynastie die Große Mauer verdoppelt. Die sogenannte „innere Mauer“ verlief vom Pass Juyongguan südlich von Zhangjiakou bis zum Gelben Fluss. Die nördliche, „äußere Mauer“ verlief von Juyongguan über Zhangjiakou und Datong. Am Gelben Fluss traf sie dann wieder mit der „inneren Mauer“ zusammen.
Die Kaiserwitwe Cixi machte auf ihrer Flucht während des Boxeraufstands in Zhangjiakou Station, denn hier endete damals die Eisenbahnlinie. Eine Erinnerung an diese Zeit ist der Jimingshan, der Berg des krähenden Hahns, der seinen Namen von der Kaiserwitwe hat, die sich durch die Form des Berges an einen krähenden Hahn erinnert sah.
Zhangjiakou war eine wichtige Station an der Karawanenstraße von Peking nach Ulan Bator. Es verlor aber an Bedeutung, als im Jahr 1905 die Transsibirische Eisenbahn eröffnet wurde.
Im Jahr 1928 wurde Zhangjiakou die Hauptstadt der Provinz Chahar und 1937 des „autonomen“ japanischen Satellitenstaates Mengjiang (Innere Mongolei). Gleich zu Beginn des sinojapanischen Kriegs war Zhangjiakou von japanischen Truppen besetzt worden, die Japan den Zugang zu den Kohlevorräten der Region sichern sollten.
Die japanischen Truppen wurden von den oft marodierenden Truppen der Guomindang verdrängt, bevor die chinesischen Kommunisten die Macht übernahmen und im Jahr 1952 die Provinz Chahar auflösten.
Bei der Laderampe am Zufahrtstor des Chemiewerks Hebei Shenghua Chemical löste am 28. November 2018 die Explosion eines Lkw der mit einer entzündlichen Chemikalie beladen war einen Brand aus. 23 Tote, 22 Verletzte sind die menschlichen Opfer, 38 Lkws und 12 Pkws verbrannten.

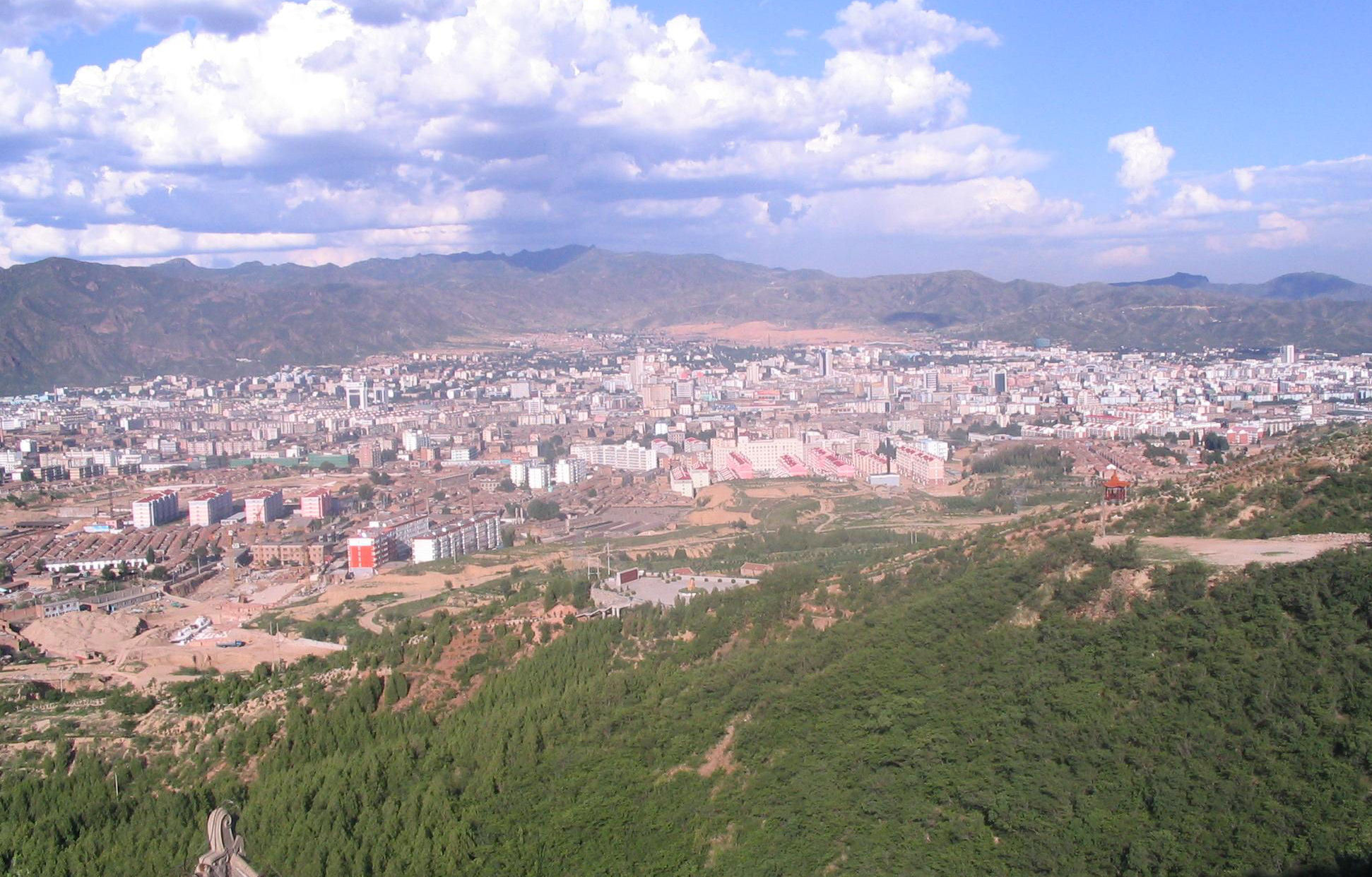
Blick über Zhangjiakou

## Wirtschaft und Verkehr

### Verkehr

#### Straßen
Zhangjiakou liegt an den Straßenverbindung nach Datong in der Provinz Shanxi (Xuanda), nach Peking (Jingzhang) und in die Innere Mongolei.

#### Eisenbahn
Seit 2020 verbindet ein führerloser, bis zu 350 km/h schneller Zug Zhangjiakou mit Peking. Außerdem führt durch die Stadt die Eisenbahnlinie von Peking nach Baotou. Die Südroute der Transsibirischen Eisenbahn, die Transmongolische Eisenbahn, führt durch Zhangjiakou, wo der Zug einen kurzen Aufenthalt hat. Von da bis nach Peking sind es dann lediglich 193 Kilometer.

### Wirtschaft
Zhangjiakou ist reich an Mineralien und besitzt elf größere Minerallager. In der Provinz Hebei liegt es, was Gold, Kohle, Blei, Zink, Phosphor und fünf andere Mineralien betrifft, an erster Stelle.

#### Goldproduktion
Zhangjiakous Goldmine wurde im Jahr 1970 in Betrieb genommen und gilt als eine der führenden Goldproduzenten Chinas.

#### Kohleförderung
In Xuanhua befinden sich beträchtliche unterirdische Kohlelager und Metall verarbeitende Betriebe sowie chemische Industrie, Kraftwerke, Papierverarbeitung und Brauereien.

#### Schuhproduktion
Zhangjiakou, das durch seine Nähe zu den Weidegebieten bereits ein Zentrum für Lederverarbeitung ist, engagiert sich auch in der Produktion von Schuhen. Die Wuhuan Shoe Holdings Ltd. ist ein großer Staatsbetrieb, der Turnschuhe und Hausschuhe in großer Stückzahl herstellt. 600 verschiedene Arten von Schuhen werden in einer Menge von 20 Millionen Paar pro Jahr produziert.

#### Wolleverarbeitung
Die Zhangjiakou Knitting Mill wurde im Jahr 1965 als Staatsunternehmen gegründet und begann im Jahr 1983 mit dem Export ins Ausland.

#### Weinbau
Die China Great Wall Wine Company Ltd. ist ein Joint Venture, das im Jahr 1983 gegründet wurde und mit Firmen in Italien, Frankreich und Deutschland zusammen arbeitet.

#### Windenergie
Zhangjiakou investiert 6,9 Milliarden Yuan, um die Sanddünen durch Aufforstung zu kontrollieren. Diese Bemühungen stehen im Zusammenhang mit dem erklärten Ziel Pekings, im Jahr 2008 „grüne Olympische Spiele“ zu veranstalten. Aus diesem Grund sollen 800.000 Hektar Land aufgeforstet werden. In diesem Zusammenhang steht auch die Förderung der Windenergie, deren Kapazität von 10 Megawatt innerhalb von zehn Jahren auf 5.000 Megawatt gesteigert werden soll.

#### Wintersport
Um Tourismus aus anderen Regionen Chinas anzulocken, strebt die Stadtregierung an, Zhangjiakou zu einem nationalen Wintersportzentrum zu machen und wirbtwo? um Investitionen in Höhe von 1 Milliarde US-Dollar für die Entwicklung des Saibei Skiing Resorts 塞北滑雪场 und des Hebei Cuiyunshan huaxuechang 河北翠云山滑雪场.
Im Winter 2007 wurde das Skigebiet Saibei Dolomiti im Bezirk Chongli eröffnet. Zusammen mit dem Cuiyun Mountain Recreational Village Ski Resort, sind dort insgesamt zwei Kilometer Pisten verschiedener Schwierigkeitsgrade sowie acht Lifte mit einer Länge von insgesamt 3 Kilometern verfügbar.
Gemeinsam mit Peking war Zhangjiakou Austragungsort der Olympischen Winterspiele 2022. So steht das Snow Ruyi National Ski Jumping Centre in Zhangjiakou. Es wird für FIS-Wettkämpfe und als Trainingsanlage genutzt.

## Kultur
In Zhangjiakou drehte der chinesische Regisseur Zhang Yimou 1999 seinen Film Keiner weniger – Not One Less, die Geschichte um ein 13-jähriges Mädchen auf dem Land, das den Unterricht in der Schule übernimmt, nachdem der Schullehrer das Dorf verlassen hat.

### Bildung
Zhangjiakou ist Sitz der Hebei-Hochschule des Nordens.

## Administrative Gliederung

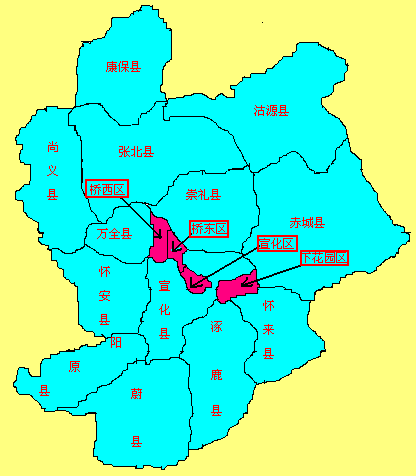
Administrative Gliederung

Auf Kreisebene setzt sich die Stadt Zhangjiakou besteht aus sechs Stadtbezirken und zehn Kreisen zusammen. Diese sind (Stand: Zensus 2010):
Die Stadtbezirke (qu 区) sind:
| Stadtbezirk            | Langzeichen | Kurzzeichen | Einwohner | km²   |
| ---------------------- | ----------- | ----------- | --------- | ----- |
| Stadtbezirk Chongli    | 崇禮區      | 崇礼区      | 106.122   | 2.350 |
| Stadtbezirk Qiaoxi     | 橋西區      | 桥西区      | 287.900   | 144   |
| Stadtbezirk Qiaodong   | 橋東區      | 桥东区      | 339.372   | 122   |
| Stadtbezirk Wanquan    | 萬全區      | 万全区      | 211.706   | 1.127 |
| Stadtbezirk Xuanhua    | 宣化區      | 宣化区      | 644.075   | 2.364 |
| Stadtbezirk Xiahuayuan | 下花園區    | 下花园区    | 62.764    | 315   |

Die Kreise (xian 县) sind:
| Kreis          | Zeichen | Hauptort                         | Einwohner | km²   |
| -------------- | ------- | -------------------------------- | --------- | ----- |
| Kreis Zhangbei | 张北县  | Großgemeinde Zhangbei 张北镇     | 318.669   | 4.195 |
| Kreis Kangbao  | 康保县  | Großgemeinde Kangbao 康保镇      | 204.975   | 3.364 |
| Kreis Guyuan   | 沽源县  | Großgemeinde Pingdingbu 平定堡镇 | 174.619   | 3.585 |
| Kreis Shangyi  | 尚义县  | Großgemeinde Nanhaoqian 南壕堑镇 | 151.639   | 2.621 |
| Kreis Yu       | 蔚县    | Großgemeinde Yuzhou 蔚州镇       | 450.236   | 3.183 |
| Kreis Yangyuan | 阳原县  | Großgemeinde Xicheng 西城镇      | 258.086   | 1.853 |
| Kreis Huai’an  | 怀安县  | Großgemeinde Chaigoubu 柴沟堡镇  | 210.914   | 1.705 |
| Kreis Huailai  | 怀来县  | Großgemeinde Shacheng 沙城镇     | 352.307   | 1.778 |
| Kreis Zhuolu   | 涿鹿县  | Großgemeinde Zhuolu 涿鹿镇       | 333.932   | 2.796 |
| Kreis Chicheng | 赤城县  | Großgemeinde Chicheng 赤城镇     | 238.169   | 5.263 |

## In Zhangjiakou geborene Persönlichkeiten
- Sergei Michailowitsch Kolesnikow (1889–1952), russischer Maler, Zeichner und Grafiker
- Bai Jie (* 1972), Fußballspielerin

## Städtepartnerschaften
- Südtirol, Italien, seit 2007
- Yichun, Volksrepublik China, seit 2012